# あま市立甚目寺南小学校
あま市立甚目寺南小学校（あましりつ じもくじみなみしょうがっこう）とは、愛知県あま市中萱津にある公立小学校である。

## 概要
- 1973年（昭和48年）に旧甚目寺町の2番目の小学校として開校。

### 児童数
- 学級数：全29学級、教職員数：55名、児童数：835名で海部地区で2番目に大きな規模の小学校である[1]。

| 学年   | 男子 | 女子 | 合計 |
| ------ | ---- | ---- | ---- |
| 1年    | 49   | 76   | 125  |
| 2年    | 76   | 71   | 147  |
| 3年    | 74   | 66   | 140  |
| 4年    | 61   | 55   | 116  |
| 5年    | 74   | 72   | 146  |
| 6年    | 58   | 75   | 133  |
| みどり | 21   | 4    | 25   |
| 合計   | 413  | 419  | 832  |

 （2018年9月20日現在）

### 教育目標
校訓
- 「考える子 心ゆたかな子 たくましい子」[1]

## 沿革

### 年表
- 1973年（昭和48年） - 「甚目寺町立南小学校」が開校。
- 2010年（平成22年） - あま市誕生に伴い、「あま市立甚目寺南小学校」と改称。

### 生徒数の変遷
『愛知県小中学校誌』（2018年）によると、生徒数の変遷は以下の通りである。
| 1973年（昭和48年） | 596人 |  |
| 1977年（昭和52年） | 816人 |  |
| 1987年（昭和62年） | 718人 |  |
| 1997年（平成9年）  | 583人 |  |
| 2007年（平成19年） | 830人 |  |
| 2017年（平成29年） | 833人 |  |

## 通学区域
旧甚目寺町南部地区 。
- 本郷
- 坂牧
- 上萱津（ただし、川崎、矢台については鉄道軌道敷地より南側区域とする）
- 中萱津
- 下萱津
- 西今宿 山伏二（ただし、鉄道軌道敷地より南側区域とする）

## 進学先中学校
- あま市立甚目寺南中学校

## 周辺
- 名古屋第二環状自動車道甚目寺南IC
- 国道302号（名古屋環状2号線）
- 愛知県道79号あま愛西線（甚目寺街道）
- 愛知県道200号名古屋甚目寺線
- 萱津神社
- 實成寺

## 交通アクセス
- 名鉄津島線 「甚目寺駅」より南東へ徒歩約20分

## 著名な出身者
- 加藤あい（女優）※清須市立新川小学校へ転校